# Angola hadereje
Angola hadereje a szárazföldi erőkből, a légierőből és a haditengerészetből épül fel.

## Fegyveres erők létszáma
- Aktív: 100 000 fő

## Szárazföldi erők
Létszám
90 000 fő
Állomány
- 35 ezred (gépesített és gyalogos ezredek)

Felszerelés
- 660 db harckocsi (T–54/55, T–62, T–72)
- 40 db felderítő harcjármű (BRDM–2)
- 400 db páncélozott gyalogsági harcjármű (BMP–1/–2)
- 404 db tüzérségi löveg: 400 db vontatásos, 4 db önjáró

## Légierő
Létszám
6000 fő
Felszerelés
- 104 db harci repülőgép (MiG–21, MiG–23, Szu–22, Szu–25, Szu–27)
- 35 db szállító repülőgép
- 40 db harci helikopter (Mi–24, Mi–25/–35, SA–365, SA 342)
- 63 db szállító helikopter

## Haditengerészet
Létszám
4000 fő
Hadihajók
- 9 db járőrhajó